# 당신이 만드는 신데렐라 TV
《당신이 만드는 신데렐라 TV》는 2013년 4월 8일 ~ 2013년 5월 6일까지 방영되었던 대한민국의 채널A의 예능 프로그램이다. 세상 곳곳에 숨겨진 재미있고 감동적인 영상을 발굴해 보여주는것부터 시작하여 인터넷 동영상 사이트에 올라온 영상부터 차량 블랙박스에 담긴 사고현장, 파파라치 영상, 홈비디오를 비롯한 모든 종류의 영상을 다루면서 영상 제작자, 출연자들을 스튜디오로 초대해 제작에 얽힌 뒷이야기를 들어보는 프로그램이다.

## 방송 시간
- 2013년 4월 8일 ~ 2013년 5월 6일 : 매주 월요일 오후 11시 00분